# Seksmisja
Sexmission (tiếng Ba Lan:Seksmisja) là một bộ phim hài khoa học viến tưởng của điện ảnh Ba Lan. Phim do Juliusz Machulski đạo diễn, thu hút hơn 11 triệu lượt khán giả, xếp thứ 7 trong số các phim Ba Lan ăn khách nhất nước này giai đoạn trước 1989, chiếu rạp và trên VTV ở Việt Nam cuối thập niên 1980.

## Diễn viên
- Olgierd Łukaszewicz: Albert Starski
- Jerzy Stuhr: Maximilian 'Max' Paradys
- Bożena Stryjkówna: Lamia Reno
- Bogusława Pawelec: Emma Dax
- Hanna Stankówna: Tekla
- Beata Tyszkiewicz: Berna
- Ryszarda Hanin: Tiến sĩ Jadwiga Yanda
- Barbara Ludwiżanka: Julia Novack
- Mirosława Marcheluk: Thư ký
- Hanna Mikuć: Linda
- Elżbieta Zającówna: Zająconna
- Dorota Stalińska: Phóng viên TV
- Ewa Szykulska: Người hướng dẫn
- Janusz Michałowski: Giáo sư Wiktor Kuppelweiser
- Wiesław Michnikowski: Her Excellency

## Liên kết
- Seksmisja trên Internet Movie Database
- Sexmission tại AllMovie